# 18
18 (XVIII) a fost un an obișnuit al calendarului iulian, care a început într-o zi de luni.